# Arthur River (Tasmanie)
Pour les autres significations, voir Arthur River.
Arthur River est le nom d'un fleuve et d'un petit village sur la partie nord de la Côte Ouest de la Tasmanie, en Australie à 448 km au nord ouest de Hobart. Au recensement de 2006, Arthur River (et ses environs) avait une population de 121 habitants.
L'endroit est situé au sud de la ville de Marrawah. Il porte le nom de Sir George Arthur, vice-gouverneur de la Tasmanie de 1824 à 1836.
La rivière est alimentée par plusieurs affluents, notamment la Frankland River qui a reçu le nom de son découvreur. Celui-ci deviendra plus tard géomètre en chef de l'ile.
La région a été exploitée commercialement pour son bois et la pêche. Aujourd'hui, elle vit essentiellement du tourisme.